# Trichostema austromontanum
Trichostema austromontanum là một loài thực vật có hoa trong họ Hoa môi. Loài này được H.F.Lewis miêu tả khoa học đầu tiên năm 1945.